# Zodeknikmos
Zodeknikmos (Bryum caespiticium) is een soort uit het geslacht knikmos (Bryum).

## Determinatie
Voor een betrouwbare determinatie van dit zeer variabele mos is microscopische controle vereist. Vormen met smalle bladen en lang uittredende nerf zijn het makkelijkst te herkennen. Te controleren kenmerken zijn de tweehuizigheid (ook in niet-kapselende populaties goed vast te stellen) en liefst ook sporengrootte en de vorm van het endostoom. Bij het synoecische netknikmos (Bryum algovicum) en steenknikmos (Bryum pallescens) komen vormen voor die wat betreft bladvorm en lengte van de uittredende nerf op zodeknikmos lijken. De eerste kan in zeldzame gevallen ook tweehuizig zijn.

## Ecologie
Zodeknikmos is een pioniersoort op uiteenlopende minerale en organische bodems, zoals brandplekken, muren en verharde paden, maar verschijnt hier later dan zilvermos (Bryum  argenteum) en grofkorrelknikmos (Bryum dichotomum).

## Verspreiding
In Nederland komt zodeknikmos vrij zeldzaam voor.

## Fotogalerij

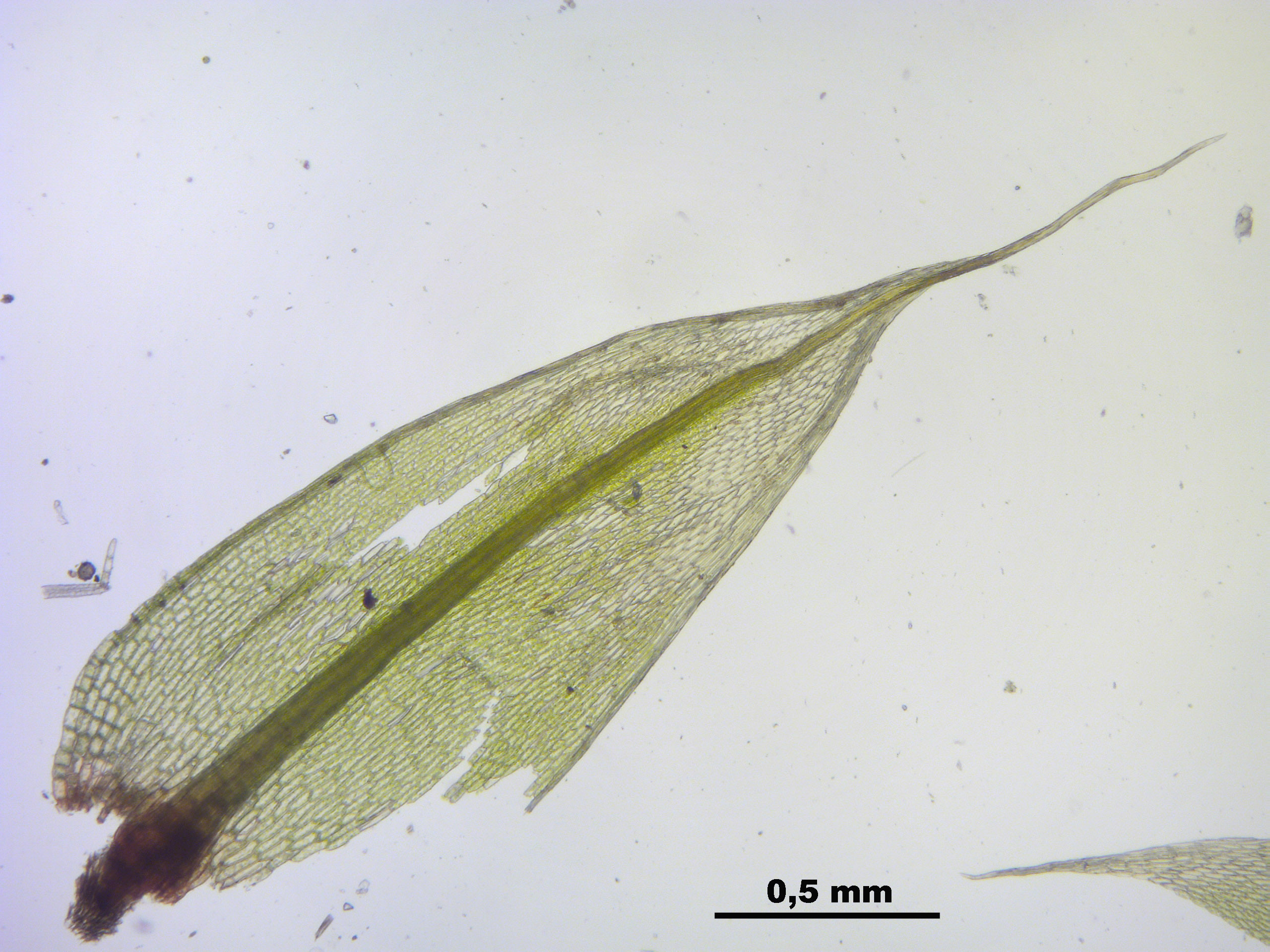
Blad
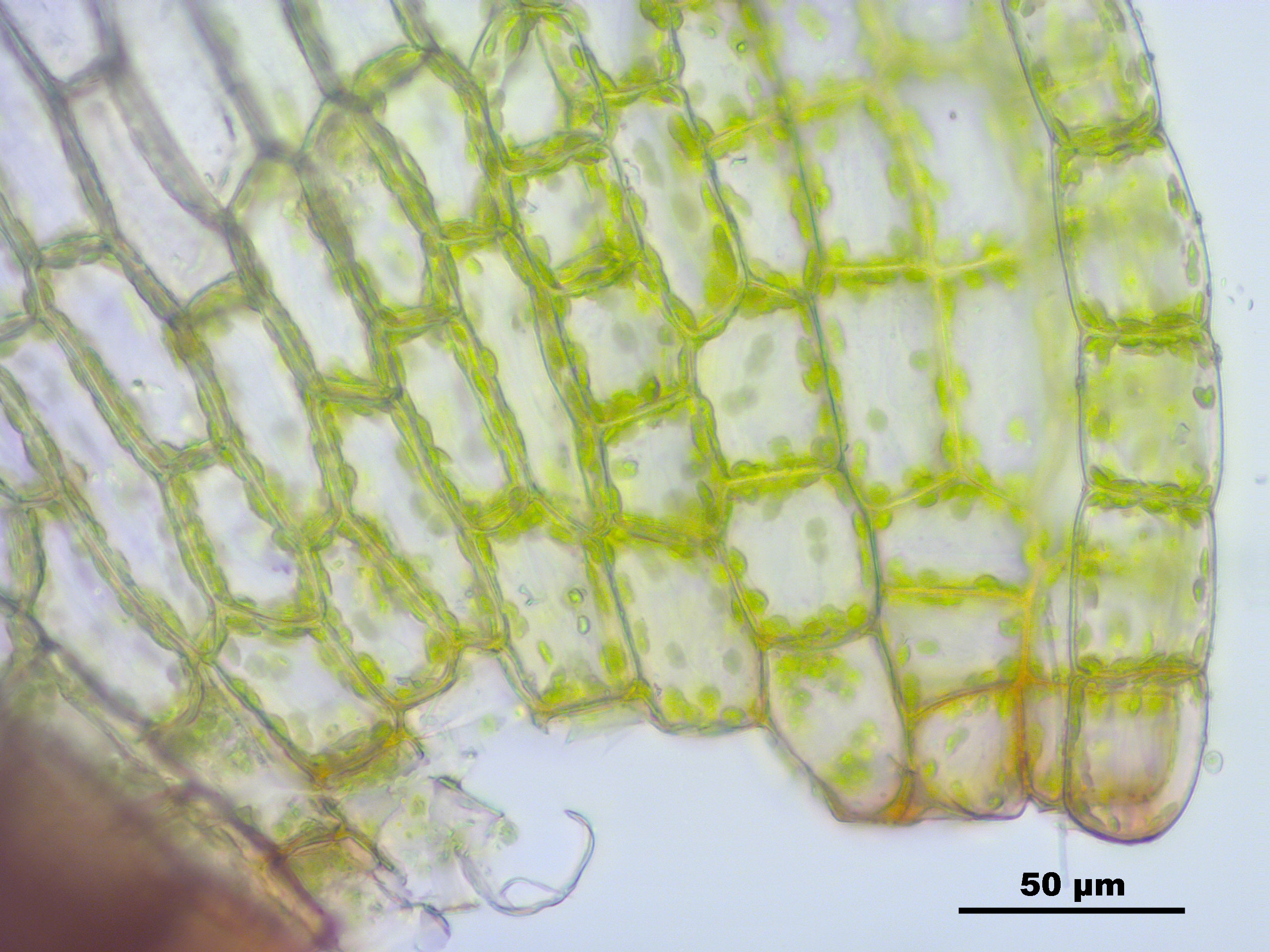
Bladcellen (basis)
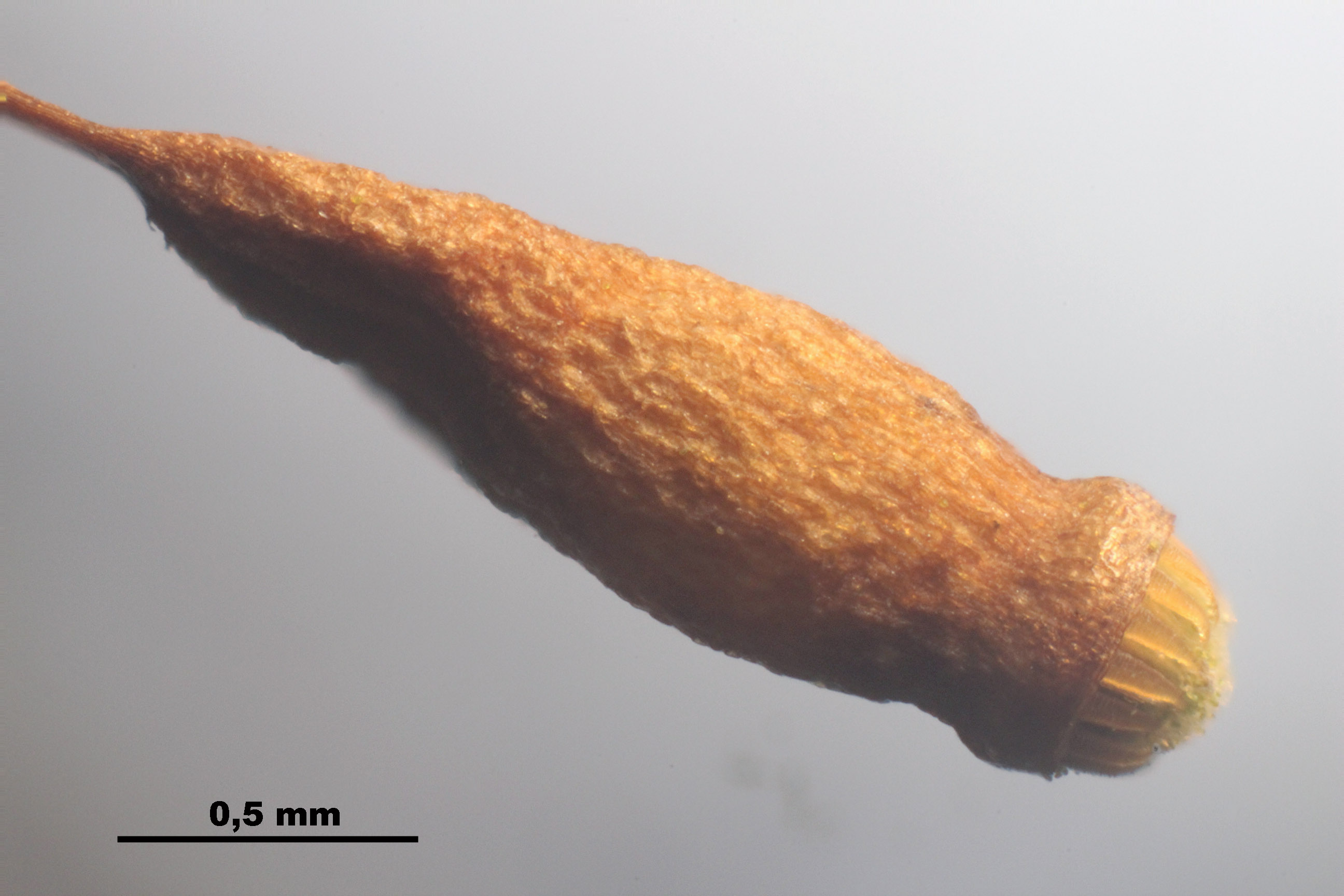
Sporenkapsel
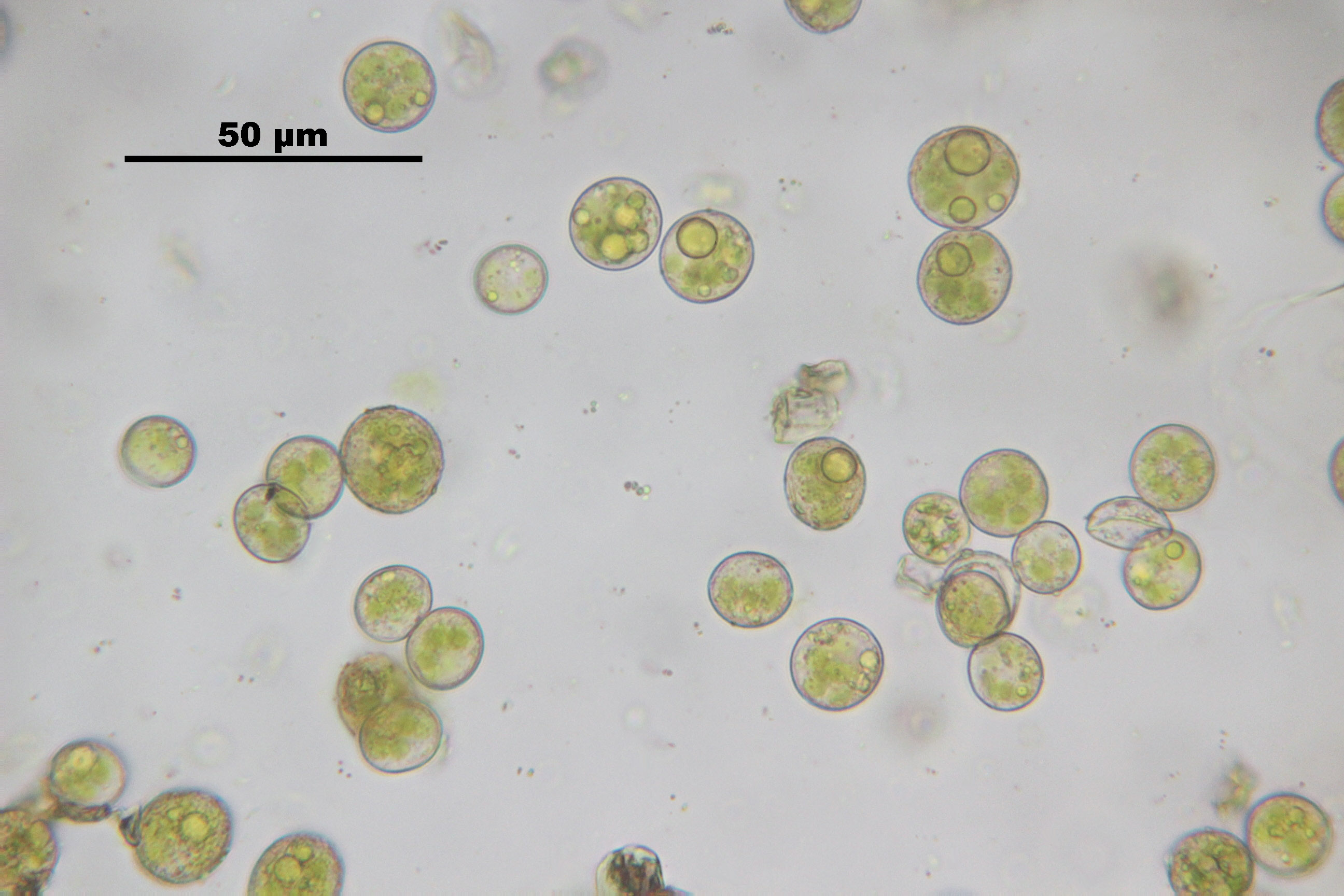
Sporen